# Danh sách người đoạt giải Nobel Văn học
Giải Nobel Văn học (tiếng Thụy Điển: Nobelpriset i litteratur) là giải thưởng thường niên do Viện Hàn lâm Thụy Điển trao tặng cho các tác giả có đóng góp tiêu biểu trong lĩnh vực văn học. Đây là một trong năm giải Nobel thành lập theo bản di chúc năm 1895 của Alfred Nobel, được trao nhằm vinh danh những đóng góp tiêu biểu trong các lĩnh vực hóa học, vật lý, văn học, hòa bình, và sinh lý học hoặc y học. Theo di chúc của Nobel, giải thưởng do Quỹ Nobel quản lý và được xét tặng bởi Viện Hàn lâm Thụy Điển. Giải Nobel Văn học đầu tiên được trao cho Sully Prudhomme của Pháp vào năm 1901. Mỗi người đoạt giải nhận một huy chương, một bằng chứng nhận cùng một khoản tiền thưởng (khác nhau tùy theo năm). Năm 1901, Prudhomme nhận được tiền thưởng 150.782 SEK, tương đương với 8.763.633 SEK theo thời giá tháng 12 năm 2020. Mức tiền thưởng cho giải thưởng năm 2023 là 11.000.000 SEK. Lễ trao giải diễn ra ở Stockholm vào ngày 10 tháng 12 hằng năm, đúng vào ngày mất của Nobel.
Đến năm 2024, giải Nobel Văn học đã được trao cho 121 cá nhân. Người trẻ tuổi nhất đoạt giải Nobel Văn học là Rudyard Kipling, chủ nhân giải thưởng năm 1907 ở tuổi 41. Ở tuổi 88, chủ nhân giải Nobel Văn học năm 2007 Doris Lessing là người lớn tuổi nhất được trao tặng giải thưởng này. Giải Nobel Văn học đã có một lần được trao sau khi người đoạt giải qua đời: Erik Axel Karlfeldt vào năm 1931. Khi được chọn nhận giải Nobel vào năm 1958, tác giả người Nga Boris Pasternak bị buộc phải công khai từ chối giải thưởng dưới áp lực từ chính quyền Liên Xô. Năm 1964, Jean-Paul Sartre cho biết rằng ông không muốn nhận giải Nobel Văn học, do ông cũng đã từng từ chối mọi danh hiệu chính thức trong quá khứ. Tuy vậy, ủy ban Nobel không công nhận việc từ chối giải thưởng và vẫn liệt kê họ trong danh sách người đoạt giải.
Đã có 18 phụ nữ được trao giải Nobel Văn học, nhiều hơn bất kỳ giải Nobel nào khác ngoại trừ giải Nobel Hòa bình. Giải thưởng này đã có bốn lần được trao cho hai người (1904, 1917, 1966, 1974). Đã có bảy năm không trao giải Nobel Văn học (1914, 1918, 1935, 1940–1943). Có ba lần giải Nobel Văn học bị tạm hoãn một năm: giải thưởng của các năm 1915, 1949 và 2018 được trao cùng với giải thưởng của năm kế tiếp. Quốc gia đạt nhiều giải Nobel nhất là Pháp với 16 giải thưởng, tiếp theo là Hoa Kỳ và Anh với cùng 13 giải.

## Danh sách
| Thập niên 1900 |                                                 |                                                 |                                                 | |                                                 |                                                 |
| Năm            | Ảnh                                             | Tác giả                                         | Quốc gia                                        | Lý do và tác phẩm tiêu biểu | Ngôn ngữ                                        | Nguồn                                           |
| 1901           | không khung                                     | Sully Prudhomme (1839–1907)                     | Pháp                                            | Vì những giá trị văn chương xuất sắc, chủ nghĩa lý tưởng cao cả, nghệ thuật hoàn thiện và sự kết hợp tuyệt vời giữa tình cảm và tài năng Thi khúc và thi phẩm (Stances et poèmes, 1865) | Tiếng Pháp                                      | [ 17 ]                                          |
| 1902           | không khung                                     | Theodor Mommsen (1817–1903)                     | Đức                                             | Cách hành văn trong sáng, súc tích, giàu hình ảnh, những bộ sách của Momsens làm sống lại con người và xã hội La Mã trước mắt chúng ta Lịch sử La Mã (Römische Geschichte, ba tập, 1854-1856) | Tiếng Đức                                       | [ 18 ]                                          |
| 1903           | không khung                                     | Bjørnstjerne Bjørnson (1832–1910)               | Na Uy                                           | Vì những tác phẩm thơ ca cao nhã, với cảm hứng tươi mới và tinh thần thuần khiết, cùng những tác phẩm kịch và sử thi tài năng đặt ra những vấn đề xã hội sâu sắc Sigurd hung bạo (Sigurd Slembe, 1863) | Tiếng Na Uy                                     | [ 19 ]                                          |
| 1904           | không khung                                     | Frédéric Mistral (1830–1914)                    | Pháp                                            | Vì các sáng tác thơ mới mẻ và đặc sắc, phản ánh chân thực tinh thần của nhân dân, suốt đời đề cao lí tưởng dân tộc, đấu tranh cho sự phục hồi văn học và ngôn ngữ của dân tộc mình, và những đóng góp quan trọng với tư cách là nhà bác ngữ học Provençal Những hòn đảo vàng (Lis isclo d'or, 1876); Kho báu Félibrige (Lou tresor dóu Félibrige,1878-1886); Nữ hoàng Jano (La Rèino Jano, 1890)                                               | Tiếng Provençal                                 | [ 20 ]                                          |
| 1904           | không khung                                     | José Echegaray y Eizaguirre (1832–1916)         | Tây Ban Nha                                     | Vì những đóng góp cho sự nghiệp phục hồi các truyền thống của kịch Tây Ban Nha Galeoto vĩ đại (El gran Galeoto, 1881) | Tiếng Tây Ban Nha                               | [ 20 ]                                          |
| 1905           | không khung                                     | Henryk Sienkiewicz (1846–1916)                  | Ba Lan · ( Đế quốc Nga)                         | Vì những đóng góp xuất sắc trong lĩnh vực sử thi, mà cụ thể là tiểu thuyết Quo Vadis viết về cuộc đấu tranh của những người Thiên Chúa giáo với Nero Quo Vadis (1895-1896) | Tiếng Ba Lan                                    | [ 21 ]                                          |
| 1906           | không khung                                     | Giosuè Carducci (1835–1907)                     | Ý                                               | Không chỉ là để ghi nhận kiến thức sâu sắc và trí tuệ phê bình, mà trước hết là để ghi nhận năng lượng của sự sáng tạo, sự mới mẻ của phong cách và một sức mạnh trữ tình đã tạo nên những tuyệt phẩm thơ ca của ông Những đoản thi man dại ( Delle di barbare, ba tập, 1878-1889); Nhẹ nhàng và nghiêm trang (Levia gravia, 1861-1868) | Tiếng Ý                                         | [ 22 ]                                          |
| 1907           | không khung                                     | Rudyard Kipling (1865–1936)                     | Anh                                             | Vì sự quan sát, trí tưởng tượng sống động, độ chín muồi của tư tưởng và tài năng xuất sắc của người kể chuyện Truyện kể núi đồi (Plain table from the hills, 1886); Kim (1901); Chuyện rừng xanh (The Jungle Book, 1894); Chuyện rừng xanh 2 (The Second Jungle Book, 1895) | Tiếng Anh                                       | [ 23 ]                                          |
| 1908           | không khung                                     | Rudolf Christoph Eucken (1846–1926)             | Đức                                             | Vì những tìm kiếm chân lí nghiêm túc, sức mạnh xuyên suốt của tư tưởng, nhãn quan rộng, sự linh hoạt và tính kiên định mà ông dựa vào để bảo vệ và phát triển triết học lí tưởng của mình | Tiếng Đức                                       | [ 24 ]                                          |
| 1909           | không khung                                     | Selma Lagerlöf (1858–1940)                      | Thụy Điển                                       | Vì những tác phẩm đã kết hợp được sự trong sáng và giản dị của ngôn ngữ, vẻ đẹp của văn phong và trí tưởng tượng phong phú với sức mạnh đạo lý và độ sâu của các cảm xúc tín ngưỡng Truyền thuyết về Gösta Berlings (Gösta Berlings saga, 1891); Cuộc du hành kỳ diệu của Nils Holgersson qua nước Thụy Điển (Nils Holgerssons underbara resa genom Sverige, hai phần, 1906 - 1907)                                                            | Tiếng Thụy Điển                                 | [ 25 ]                                          |
| Thập niên 1910 |                                                 |                                                 |                                                 | |                                                 |                                                 |
| Năm            | Ảnh                                             | Tác giả                                         | Quốc gia                                        | Lý do và tác phẩm tiêu biểu | Ngôn ngữ                                        | Nguồn                                           |
| 1910           | không khung                                     | Paul Johann Ludwig von Heyse (1830–1914)        | Đức                                             | Phong cách nghệ thuật viên mãn, thấm nhuần chủ nghĩa lý tưởng mà ông đã thể hiện trong suốt sự nghiệp của mình với tư cách là nhà thơ trữ tình, nhà viết kịch, tiểu thuyết gia và nhà văn viết truyện ngắn nổi tiếng thế giới Những đứa con thế giới (Die Kinder der Welt, 1873); Nơi thiên đường (Im Paradiese,1875); Merlin (1892) | Tiếng Đức                                       | [ 26 ]                                          |
| 1911           | không khung                                     | Maurice Maeterlinck (1862–1949)                 | Bỉ                                              | Vì những tác phẩm kịch mang nội dung phong phú, giàu tưởng tượng đầy thi vị. Kịch của ông thể hiện những hệ thống triết lý hình thành một cách trực giác Con chim xanh (L'oiseau bleu, 1909) | Tiếng Pháp                                      | [ 27 ]                                          |
| 1912           | không khung                                     | Gerhart Hauptmann (1862–1949)                   | Đức                                             | Vì những đóng góp đa dạng và xuất sắc trong lĩnh vực kịch Trước lúc mặt trời mọc (Vor Sonnenaufgang, 1889); Những người thợ dệt (Die Weber, 1893) | Tiếng Đức                                       | [ 28 ]                                          |
| 1913           | không khung                                     | Rabindranath Tagore (1861–1941)                 | Ấn Độ · ( Đế quốc Anh)                          | Những vần thơ của ông với sự cảm nhận sâu sắc, độc đáo và đẹp, bằng kỹ năng hoàn hảo đã thể hiện những ý nghĩ nên thơ, mà theo lời của chính ông, đã trở thành một phần của văn học của phương Tây Thơ Dâng (Gitanjali, 1910) | Tiếng Bengal và tiếng Anh                       | [ 29 ]                                          |
| 1914           | Không trao giải                                 | Không trao giải                                 | Không trao giải                                 | Không trao giải | Không trao giải                                 | Không trao giải                                 |
| 1915           | không khung                                     | Romain Rolland (1866–1940)                      | Pháp                                            | Vì tính lý tưởng cao cả của các tác phẩm văn học, vì sự cảm thông và tình yêu chân lý Jean-Christophe (mười tập, 1904-1912) | Tiếng Pháp                                      | [ 13 ]                                          |
| 1916           | không khung                                     | Verner von Heidenstam (1859–1940)               | Thụy Điển                                       | Là ngôi sao sáng nhất trong chòm sao các nghệ sĩ độc đáo đã làm hồi sinh nền thơ ca Thụy Điển cuối thế kỉ vừa qua Các cận thần của nhà vua (Karolinerna, hai tập, 1897-1898); Người Thụy Điển và các thủ lĩnh (Svenskarna och deras hövdingar, hai tập, 1908-1910); Thơ (Dikter, 1895); Thơ mới (Nya dikter, 1915) | Tiếng Thụy Điển                                 | [ 30 ]                                          |
| 1917           | không khung                                     | Karl Adolph Gjellerup (1857–1919)               | Đan Mạch                                        | Vì sự nghiệp sáng tác thơ phong phú và những lý tưởng nhân đạo cao cả nhằm củng cố khối thống nhất của các dân tộc ở Scandinavia Kamanita, người hành hương (Pilgrimen Kamanita ,1906) | Tiếng Đan Mạch và tiếng Đức                     | [ 31 ]                                          |
| 1917           | không khung                                     | Henrik Pontoppidan (1857–1943)                  | Đan Mạch                                        | Vì những tác phẩm của ông mô tả chân thực đời sống Đan Mạch hiện đại, chống lại những ảo tưởng dối trá và phản trắc, chống lại uy quyền Per số đỏ (Lykke-Per, tám tập, 1898-1904); Miền đất hứa (Det forjættede Land, ba tập, 1891-1895); Thế giới những người chết (De Dødes Rige, năm tập, 1912-1916) | Tiếng Đan Mạch                                  | [ 31 ]                                          |
| 1918           | Không trao giải                                 | Không trao giải                                 | Không trao giải                                 | Không trao giải | Không trao giải                                 | Không trao giải                                 |
| 1919           | không khung                                     | Carl Spitteler (1845–1924)                      | Thụy Sĩ                                         | Với sự cảm kích đặc biệt dành cho bộ sử thi của ông, Mùa xuân Olympia (Der Olympischer Frühling, bốn cuốn, 1900-1906) | Tiếng Đức                                       | [ 32 ]                                          |
| Thập niên 1920 |                                                 |                                                 |                                                 | |                                                 |                                                 |
| Năm            | Ảnh                                             | Tác giả                                         | Quốc gia                                        | Lý do và tác phẩm tiêu biểu | Ngôn ngữ                                        | Nguồn                                           |
| 1920           | không khung                                     | Knut Hamsun (1859–1952)                         | Na Uy                                           | Vì những ai muốn tìm trong văn học sự mô tả chân thật hiện thực đều tìm thấy trong Nhựa của đất Đói (Sult, 1890); Bản hợp xướng hoang dã (Det vilde Kor, 1904); Nhựa của đất (Markens Grøde, hai tập, 1917) | Tiếng Na Uy                                     | [ 33 ]                                          |
| 1921           | không khung                                     | Anatole France (1844–1924)                      | Pháp                                            | Vì những tác phẩm xuất sắc mang phong cách tinh tế, chủ nghĩa nhân văn sâu sắc và khí chất gaulois đích thực Chuyện thời nay (L'histoire contemporaine, bốn tập, 1897-1901); Đảo chim cánh cụt (L'île des pingouins, 1908); Đời sống văn học (La vie littéraire, bốn tập, 1888-1892) | Tiếng Pháp                                      | [ 34 ]                                          |
| 1922           | không khung                                     | Jacinto Benavente y Martínez (1866–1954)        | Tây Ban Nha                                     | Vì những đóng góp quan trọng đã nối tiếp truyền thống vinh quang của sân khấu Tây Ban Nha bằng những tính cách điển hình, bằng sự hóm hỉnh, sắc sảo Trò chơi quyền lợi (Los Intereses creados, 1908) | Tiếng Tây Ban Nha                               | [ 35 ]                                          |
| 1923           | không khung                                     | William Butler Yeats (1865–1939)                | Ireland                                         | Vì sự nghiệp sáng tác phản ánh cao độ tinh thần dân tộc trong những tác phẩm điêu luyện Cathleen ni Houlihan (1902) | Tiếng Anh                                       | [ 36 ]                                          |
| 1924           | không khung                                     | Władysław Reymont (1867–1925)                   | Ba Lan                                          | Vì tác phẩm mang tính sử thi dân tộc – bộ tiểu thuyết Những người nông dân – vừa mang đậm bản sắc văn hóa Ba Lan vừa có tính điển hình nhân loại cao độ Những người nông dân (Chlopi, bốn tập, 1904-1909) | Tiếng Ba Lan                                    | [ 37 ]                                          |
| 1925           | không khung                                     | George Bernard Shaw (1856–1950)                 | Anh · Ireland                                   | Vì những sáng tác mang tính tư tưởng và chủ nghĩa nhân văn cao cả, đặc biệt là những vở kịch trào phúng đặc sắc, kết hợp với vẻ đẹp lạ lùng của thơ ca Nữ thánh Joan (Saint Joan, 1923) | Tiếng Anh                                       | [ 39 ]                                          |
| 1926           | không khung                                     | Grazia Deledda (1871–1936)                      | Ý                                               | Những trang viết miêu tả rõ nét cuộc sống trên hòn đảo quê hương, với chiều sâu và sự cảm thông trước những vấn đề chung của con người Người mẹ (La madre, 1920) | Tiếng Ý                                         | [ 40 ]                                          |
| 1927           | không khung                                     | Henri Bergson (1859–1941)                       | Pháp                                            | Vì sự nghiệp nghiên cứu văn học và triết học, đặc biệt là trong lĩnh vực triết học Tiến hóa sáng tạo (L'Evolution créatrice, 1907); Vật chất và ký ức (Matière et mémoire, 1896) | Tiếng Pháp                                      | [ 41 ]                                          |
| 1928           | không khung                                     | Sigrid Undset (1882–1949)                       | Na Uy Đan Mạch (sinh ở Đan Mạch)                | Vì những tác phẩm xuất sắc viết về cuộc sống phương Bắc thời Trung Cổ Kristin con gái của Lavrans (Kristin Lavransdatter, ba tập, 1920-1922); Jenny (1911) | Tiếng Na Uy và tiếng Đan Mạch                   | [ 42 ]                                          |
| 1929           | không khung                                     | Thomas Mann (1875–1955)                         | Đức                                             | Chủ yếu dành cho tiểu thuyết Gia đình Buddenbrook, hiện đang dần được xem là một trong những tác phẩm kinh điển của văn học đương đại Núi thần (Der Zauberberg, hai tập, 1924); Gia đình Buddenbrook (Buddenbrooks - Verfall einer Familie, 1901); Chết ở Venice (Der Tod in Venedig, 1913) | Tiếng Đức                                       | [ 43 ]                                          |
| Thập niên 1930 |                                                 |                                                 |                                                 | |                                                 |                                                 |
| Năm            | Ảnh                                             | Tác giả                                         | Quốc gia                                        | Lý do và tác phẩm tiêu biểu | Ngôn ngữ                                        | Nguồn                                           |
| 1930           | không khung                                     | Sinclair Lewis (1885–1951)                      | Hoa Kỳ                                          | Vì nghệ thuật kể chuyện mạnh mẽ, truyền cảm và vì khả năng trào phúng, hài hước hiếm có trong việc xây dựng những mẫu người và tính cách mới Babbitt (1922); Phố chính (Main Street, 1920) | Tiếng Anh                                       | [ 44 ]                                          |
| 1931           | không khung                                     | Erik Axel Karlfeldt (1864–1931)                 | Thụy Điển                                       | Thơ của Erik Axel Karlfeldt Vườn hoan lạc của Fridolin (Fridolins lustgård och Dalmålningar på rim, 1901) | Tiếng Thụy Điển                                 | [ 45 ]                                          |
| 1932           | không khung                                     | John Galsworthy (1867–1933)                     | Anh                                             | Nghệ thuật kể chuyện đặc sắc, đặc biệt trong Truyện gia đình Forsyte (The Forsyte Saga, năm tập, 1906-1921); Hài kịch hiện đại (A Modern Comedy, năm tập, 1924-1928) | Tiếng Anh                                       | [ 46 ]                                          |
| 1933           | không khung                                     | Ivan Bunin (1870–1953)                          | Không quốc tịch, cư trú tại Pháp                | Vì một thứ nghệ thuật nghiêm ngặt mà cùng với nó, ông đã phát triển truyền thống văn xuôi cổ điển Nga Ngôi làng (Деревня, 1910); Cuộc đời của Arseniev (Жизнь Арсеньева. Юность, 1930); Những con đường rợp bóng (Тёмные аллеи, 1943) | Tiếng Nga                                       | [ 47 ]                                          |
| 1934           | không khung                                     | Luigi Pirandello (1867–1936)                    | Ý                                               | Vì những tìm tòi sáng tạo và thành công trong nghệ thuật ngôn từ sân khấu – mà đặc biệt nổi bật nhất, như nhiều nhà phê bình nhận xét, là khả năng kì diệu biết làm "một phân tích tâm lí thành một vở kịch hay" Mattia Pascal quá cố (Il fu Mattia Pascal, 1904); Sáu nhân vật đi tìm tác giả (Sei personaggi in cerca d'autore, 1921); Một, không và mười vạn (Uno, nessuno e centomila', 1926)                                              | Tiếng Ý                                         | [ 48 ]                                          |
| 1935           | Không trao giải                                 | Không trao giải                                 | Không trao giải                                 | Không trao giải | Không trao giải                                 | Không trao giải                                 |
| 1936           | không khung                                     | Eugene O'Neill (1888–1953)                      | Hoa Kỳ                                          | Vì những tác phẩm kịch giàu sức sống, chân thực với những cảm xúc mãnh liệt, mang dấu ấn của một quan niệm độc đáo về bi kịch Ngày dài đi vào đêm (Long Day's Journey Into Night, 1941); Các con của Chúa đều có cánh (All God's Children Got Wings, 1924) | Tiếng Anh                                       | [ 49 ]                                          |
| 1937           | không khung                                     | Roger Martin du Gard (1881–1958)                | Pháp                                            | Vì sức mạnh nghệ thuật và tính chân thực trong mô tả con người và những khía cạnh quan trọng nhất của cuộc sống xã hội đương đại Pháp Gia đình Thibault (Les Thibault, mười hai tập, 1922-1940) | Tiếng Pháp                                      | [ 50 ]                                          |
| 1938           | không khung                                     | Pearl Buck (1892–1973)                          | Hoa Kỳ                                          | Những bản hùng ca chân thực và phong phú về cuộc sống nông thôn ở Trung Quốc và những kiệt tác tiểu sử của bà Gió Đông gió Tây (East Wind, West Wind, 1930); Đất lành (The Good Earth, 1931) | Tiếng Anh                                       | [ 51 ]                                          |
| 1939           | không khung                                     | Frans Eemil Sillanpää (1888–1964)               | Phần Lan                                        | Vì những tiểu thuyết viết về phong tục tập quán cùng cuộc sống gần gũi thiên nhiên của người nông dân Phần Lan với bút pháp trữ tình, tinh tế, phân tích tâm lý sâu sắc Thiếu nữ chết trẻ (Nuorena nukkunut,1931); Cái nghèo thanh cao (Hurskas kurjuus, 1919) | Tiếng Phần Lan                                  | [ 52 ]                                          |
| Thập niên 1940 |                                                 |                                                 |                                                 | |                                                 |                                                 |
| Năm            | Ảnh                                             | Tác giả                                         | Quốc gia                                        | Lý do và tác phẩm tiêu biểu | Ngôn ngữ                                        | Nguồn                                           |
| 1940           | Không trao giải do Chiến tranh thế giới thứ hai | Không trao giải do Chiến tranh thế giới thứ hai | Không trao giải do Chiến tranh thế giới thứ hai | Không trao giải do Chiến tranh thế giới thứ hai | Không trao giải do Chiến tranh thế giới thứ hai | Không trao giải do Chiến tranh thế giới thứ hai |
| 1941           | Không trao giải do Chiến tranh thế giới thứ hai | Không trao giải do Chiến tranh thế giới thứ hai | Không trao giải do Chiến tranh thế giới thứ hai | Không trao giải do Chiến tranh thế giới thứ hai | Không trao giải do Chiến tranh thế giới thứ hai | Không trao giải do Chiến tranh thế giới thứ hai |
| 1942           | Không trao giải do Chiến tranh thế giới thứ hai | Không trao giải do Chiến tranh thế giới thứ hai | Không trao giải do Chiến tranh thế giới thứ hai | Không trao giải do Chiến tranh thế giới thứ hai | Không trao giải do Chiến tranh thế giới thứ hai | Không trao giải do Chiến tranh thế giới thứ hai |
| 1943           | Không trao giải do Chiến tranh thế giới thứ hai | Không trao giải do Chiến tranh thế giới thứ hai | Không trao giải do Chiến tranh thế giới thứ hai | Không trao giải do Chiến tranh thế giới thứ hai | Không trao giải do Chiến tranh thế giới thứ hai | Không trao giải do Chiến tranh thế giới thứ hai |
| 1944           |                                                 | Johannes Vilhelm Jensen (1873–1950)             | Đan Mạch                                        | Sự nghiệp phong phú và sức mạnh hiếm có của tưởng tượng thơ ca kết hợp với sự khám phá đầy trí tuệ và tính độc đáo của văn phong Đường dài (Den lange rejse, sáu tập, 1908-1922) | Tiếng Đan Mạch                                  | [ 53 ]                                          |
| 1945           |                                                 | Gabriela Mistral (1889–1957)                    | Chile                                           | Cho thơ ca lấy cảm hứng từ những cảm xúc mãnh liệt, đã làm cho tên tuổi của bà trở thành biểu tượng cho những khát vọng lý tưởng của cả châu Mỹ Latinh Hủy diệt (Tala, 1938); Nỗi tuyệt vọng (Desolación, 1922) | Tiếng Tây Ban Nha                               | [ 54 ]                                          |
| 1946           |                                                 | Hermann Hesse (1877–1962)                       | Đức Thụy Sĩ (sinh ở Đức)                        | Vì những tác phẩm đầy cảm hứng thể hiện các lý tưởng nhân đạo cổ điển và những phẩm chất cao của phong cách Tuổi trẻ băn khoăn (Demian, 1919); Câu chuyện dòng sông (Siddartha, 1922); Sói đồng hoang (Der Steppenwolf, 1927); Hành trình về phương Đông (Die Morgenlandfahrt, 1932) | Tiếng Đức                                       | [ 55 ]                                          |
| 1947           |                                                 | André Gide (1869–1951)                          | Pháp                                            | Vì những tác phẩm sâu sắc và có giá trị nghệ thuật, trong đó những vấn đề về con người được đặt ra với một tình yêu chân lý mãnh liệt và sự phân tích tâm lý sắc bén Kẻ vô luân (L'immoraliste, 1902); Khung cửa hẹp (La Porte étroite, 1909); Bọn làm bạc giả (Les Faux-monnayeurs, 1926) | Tiếng Pháp                                      | [ 56 ]                                          |
| 1948           |                                                 | T.S. Eliot (1888–1965)                          | Anh (sinh ở Hoa Kỳ)                             | Sự cách tân tiên phong trong xây dựng nền thi ca hiện đại Bản tình ca của J. Alfred Prufrock (The Love Song of J. Alfred Prufrock, 1917); Đất hoang (The Waste Land, 1922); Những kẻ rỗng tuếch (The Hollow Men, 1925); Ngày thứ Tư tro bụi (Ash Wednesday, 1930); Bốn khúc tứ tấu (Four Quartets, 1935-1945) | Tiếng Anh                                       | [ 57 ]                                          |
| 1949           |                                                 | William Faulkner (1897–1962)                    | Hoa Kỳ                                          | Vì những đóng góp độc đáo và có tác động mạnh về mặt nghệ thuật đối với mảng tiểu thuyết hiện đại của Hoa Kỳ Âm thanh và cuồng nộ (The Sound and the Fury, 1929); Nắng tháng Tám (Light in August, 1932); Absalom! Absalom! (1936); Kẻ tiếm quyền (Intruder in the Dust, 1948) | Tiếng Anh                                       | [ 14 ]                                          |
| Thập niên 1950 |                                                 |                                                 |                                                 | |                                                 |                                                 |
| Năm            |                                                 | Tác giả                                         | Quốc gia                                        | Lý do và tác phẩm tiêu biểu | Ngôn ngữ                                        | Nguồn                                           |
| 1950           | Tập tin:Bertrand Russell 1957.jpg               | Bertrand Russell (1872–1970)                    | Anh                                             | Để ghi nhận các tác phẩm đầy ý nghĩa mà trong đó ông đã đề cao các lý tưởng nhân đạo và tự do về tư tưởng | Tiếng Anh                                       | [ 58 ]                                          |
| 1951           |                                                 | Pär Lagerkvist (1891–1974)                      | Thụy Điển                                       | Vì những tác phẩm mang sức mạnh nghệ thuật và những tìm kiếm câu trả lời cho những câu hỏi muôn đời vẫn đứng trước loài người Barabbas (1950); Vị khách của thực tại (Gäst hos verkligheten, 1925) | Tiếng Thụy Điển                                 | [ 59 ]                                          |
| 1952           |                                                 | François Mauriac (1885–1970)                    | Pháp                                            | Phản ánh thuyết phục một vấn đề lớn của xã hội loài người, đó là cuộc giằng xé bất tận giữa thể xác và tâm hồn, giữa bản năng và đạo lý, giữa thiên thần và ác quỷ, giữa Chúa và người trần Thérèse Desqueyroux (1927); Ổ rắn độc ( Le Nœud de vipères, 1932) | Tiếng Pháp                                      | [ 60 ]                                          |
| 1953           |                                                 | Sir Winston Churchill (1874–1965)               | Anh                                             | Bậc thầy của ngôn ngữ tiếng Anh và mang lại niềm hy vọng cho hàng triệu con người thông qua những cuốn sách viết về lịch sử đương đại Hồi ức về Chiến tranh thế giới thứ hai (The Second World War, sáu tập, 1948-1953) | Tiếng Anh                                       | [ 61 ]                                          |
| 1954           |                                                 | Ernest Hemingway (1899–1961)                    | Hoa Kỳ                                          | Vì thể văn mạnh mẽ dùng trong nghệ thuật kể chuyện mới lạ và thể hiện gần đây nhất qua tác phẩm Ông già và biển cả Giã từ vũ khí (A Farewell to Arms, 1929); Chuông nguyện hồn ai (For Whom the Bell Tolls, 1940); Ông già và biển cả (The Old Man and the Sea, 1952) | Tiếng Anh                                       | [ 62 ]                                          |
| 1955           |                                                 | Halldór Laxness (1902–1998)                     | Iceland                                         | Vì những tác phẩm mang sức mạnh sử thi hùng hồn đã góp phần phục hồi nghệ thuật kể chuyện đặc sắc của Iceland Cuốn sách loài người (Alþýðubókin,1929); Những người độc lập (Sjálfstætt fólk, hai tập, 1935); Ánh sáng thế giới ( Heimsljós, bốn tập, 1937-1940) | Tiếng Iceland                                   | [ 63 ]                                          |
| 1956           |                                                 | Juan Ramón Jiménez (1881–1958)                  | Tây Ban Nha                                     | Vì những tác phẩm thơ trữ tình, mẫu mực của tinh thần cao cả và sự tinh khiết nghệ thuật trong thơ Tây Ban Nha | Tiếng Tây Ban Nha                               | [ 64 ]                                          |
| 1957           |                                                 | Albert Camus (1913–1960)                        | Pháp                                            | Vì các sáng tác văn học của ông đã "đưa ra ánh sáng những vấn đề đặt ra cho lương tâm loài người ở thời đại chúng ta" Người xa lạ (L'Etranger, 1942); Dịch hạch (La Peste, 1947) | Tiếng Pháp                                      | [ 65 ]                                          |
| 1958           |                                                 | Boris Pasternak (1890–1960)                     | Liên Xô                                         | Vì những thành tựu ông đã đạt được trong nền thơ trữ tình hiện đại, cũng như vì công lao tiếp nối các truyền thống của nền tiểu thuyết sử thi Nga, mà nổi bật nhất là Bác sĩ Zhivago (Доктор Живаго, 1957) | Tiếng Nga                                       | [ 66 ]                                          |
| 1959           |                                                 | Salvatore Quasimodo (1890–1960)                 | Ý                                               | Vì những tác phẩm thơ trữ tình xuất sắc phản ánh kinh nghiệm bi thảm của thời đại bằng một nghệ thuật trác tuyệt Đất vô song (La terra impareggiabile, 1958) | Tiếng Ý                                         | [ 67 ]                                          |
| Thập niên 1960 |                                                 |                                                 |                                                 | |                                                 |                                                 |
| Năm            | Ảnh                                             | Tác giả                                         | Quốc gia                                        | Lý do và tác phẩm tiêu biểu | Ngôn ngữ                                        | Nguồn                                           |
| 1960           |                                                 | Saint-John Perse (1887–1975)                    | Pháp · (sinh ở Guadeloupe)                      | Vì sự bay bổng cao vút và những hình tượng trong thơ của ông mà, theo cách nhìn xa trông rộng, phản ánh hoàn cảnh của thời đại chúng ta Anabase (1924); Những mốc trên biển (Amers, 1957) | Tiếng Pháp                                      | [ 68 ]                                          |
| 1961           |                                                 | Ivo Andrić (1892–1975)                          | Nam Tư (sinh ở Áo-Hung)                         | Vì tài năng nghệ thuật sử thi "cho phép đặt ra những vấn đề và những số phận con người gắn với lịch sử đất nước một cách đầy đủ nhất" Nhịp cầu trên sông Drina (На Дрини ћуприја, 1945); Sử biên niên Travnicka (Травничка хроника, 1945); Tiểu thư (Госпођица, 1945) | Tiếng Serbia-Croatia                            | [ 70 ]                                          |
| 1962           |                                                 | John Steinbeck (1902–1968)                      | Hoa Kỳ                                          | Vì những trang viết đầy hiện thực nhưng cũng giàu chất tưởng tượng, đồng thời mang nét hài hước đầy nhân ái và nhận thức sâu sắc về xã hội Của chuột và người (Of Mice and Men, 1937); Chùm nho uất hận (The Grapes of Wrath, 1939) | Tiếng Anh                                       | [ 71 ]                                          |
| 1963           |                                                 | Giorgos Seferis (1900–1971)                     | Hy Lạp · (sinh ở Đế quốc Ottoman)               | Vì những tác phẩm thơ trữ tình xuất sắc Thần thoại (Μυθιστόρημα, 1935); Nhật ký hải trình (Ημερολόγιο Καταστρώματος, ba tập, 1940-1955) | Tiếng Hy Lạp                                    | [ 72 ]                                          |
| 1964           | không khung                                     | Jean-Paul Sartre (1905–1980)                    | Pháp                                            | Vì sự nghiệp sáng tác chứa đựng những ý tưởng phong phú, tinh thần tự do xuyên suốt, những kiếm tìm chân lí không mệt mỏi có ảnh hưởng to lớn đến thời đại chúng ta Buồn nôn (La Nausée, 1938); Tồn tại và hư vô (L'Être et le Néant, 1943) | Tiếng Pháp                                      | [ 73 ]                                          |
| 1965           | không khung                                     | Mikhail Sholokhov (1905–1984)                   | Liên Xô                                         | Vì sức mạnh nghệ thuật và lòng chính trực nghệ sĩ, những phẩm chất mà trong trường thi Sông Đông, Sholokhov đã dùng để mô tả một giai đoạn lịch sử trong cuộc sống của dân tộc Nga Sông Đông êm đềm (Тихий Дон, bốn tập, 1927-1940); Số phận một con người (Судьба человека, 1956-1957); Đất vỡ hoang (Поднятая целина, hai tập, 1932-1960) | Tiếng Nga                                       | [ 74 ]                                          |
| 1966           |                                                 | Shmuel Yosef Agnon (1888–1970)                  | Israel (sinh ở Áo-Hung)                         | Nghệ thuật kể chuyện đặc trưng sâu sắc với chủ đề quán xuyến từ cuộc sống của người Do Thái Chiếc màn cưới (Hakhnasat Kalah, hai tập, 1931); Người khách đêm (Oreach Natah Lalun, 1937) | Tiếng Hebrew                                    | [ 75 ]                                          |
| 1966           |                                                 | Nelly Sachs (1891–1970)                         | Đức Thụy Điển                                   | Những trang viết đầy kịch tính và trữ tình xuất sắc, giải thích số phận của Israel với sức mạnh lay động Trốn chạy và biến đổi (Fluch und Verwandlung, 1959) | Tiếng Đức                                       | [ 75 ]                                          |
| 1967           | không khung                                     | Miguel Ángel Asturias (1899–1974)               | Guatemala                                       | Vì những tác phẩm xuất sắc bám rễ sâu xa vào những truyền thống văn hoá và huyền thoại của dân tộc Maya và thổ dân Mỹ Latin Ngài Tổng thống (El señor Presidente, 1946) | Tiếng Tây Ban Nha                               | [ 76 ]                                          |
| 1968           | không khung                                     | Kawabata Yasunari (1899–1972)                   | Nhật Bản                                        | Ông là người tôn vinh cái đẹp hư ảo và hình ảnh u uẩn của hiện hữu trong đời sống thiên nhiên và trong định mệnh con người Xứ tuyết (雪国 - Yukiguni, 1935-1937, 1947); Ngàn cánh hạc (千羽鶴 - Sembazuru, 1949-1952) | Tiếng Nhật                                      | [ 77 ]                                          |
| 1969           |                                                 | Samuel Beckett (1906–1989)                      | Ireland                                         | Vì toàn bộ những tác phẩm văn xuôi và kịch Trong khi chờ đợt Godot (En attendant Godot, 1952); Tàn cuộc (Fin de partie, 1957) | Tiếng Pháp và tiếng Anh                         | [ 78 ]                                          |
| Thập niên 1970 |                                                 |                                                 |                                                 | |                                                 |                                                 |
| Năm            | Ảnh                                             | Tác giả                                         | Quốc gia                                        | Lý do và tác phẩm tiêu biểu | Ngôn ngữ                                        | Nguồn                                           |
| 1970           |                                                 | Aleksandr Solzhenitsyn (1918–2008)              | Liên Xô                                         | Vì những tác phẩm mang sức mạnh đạo đức theo truyền thống của nền văn học Nga vĩ đại Một ngày của Ivan Denisovich (Один день Ивана Денисовича, 1962); Quần đảo Gulag (Архипелаг ГУЛАГ, ba tập, 1973-1978) | Tiếng Nga                                       | [ 79 ]                                          |
| 1971           | không khung                                     | Pablo Neruda (1904–1973)                        | Chile                                           | Vì những lời thơ phản kháng vang khắp thế giới, có một trí tưởng tượng mãnh liệt và chất trữ tình tế nhị Bài ca chung của Chile (Canto general de Chile, 1939) | Tiếng Tây Ban Nha                               | [ 80 ]                                          |
| 1972           |                                                 | Heinrich Böll (1917–1985)                       | Tây Đức                                         | Vì những tác phẩm kết hợp tầm bao quát hiện thực rộng lớn với nghệ thuật xây dựng tính cách điển hình, đã trở thành đóng góp to lớn vào sự phục hồi nền văn học Đức Bức chân dung tập thể với một quý bà (Gruppenbild mit Dame, 1971); Ván bi-a lúc chín rưỡi (Billard um halb zehn, 1959); Qua con mắt của chú hề (Ansichten eines Clowns, 1963)                                                                                              | Tiếng Đức                                       | [ 81 ]                                          |
| 1973           |                                                 | Patrick White (1912–1990)                       | Úc (sinh ở Anh)                                 | Vì những tác phẩm có nghệ thuật phân tích tâm lý sâu sắc và bút pháp sử thi, nhờ đó đã mở ra một châu lục văn chương mới Cây người (The tree of man, 1955); Voss (1957) | Tiếng Anh                                       | [ 82 ]                                          |
| 1974           |                                                 | Eyvind Johnson (1900–1976)                      | Thụy Điển                                       | Là đại diện của các nhà văn xuất thân từ công nhân đi vào văn học và làm giàu cho văn học bằng những số phận phức tạp của mình Sóng biển (Strändernas svall, 1946); Tiểu thuyết của Krilon (Krilon romanren, 1941-1943); Tiểu thuyết Olof (Romanen om Olof, 1934-1937) | Tiếng Thụy Điển                                 | [ 83 ]                                          |
| 1974           |                                                 | Harry Martinson (1904–1978)                     | Thụy Điển                                       | Vì trong tác phẩm của ông có tất cả - từ giọt sương đến vũ trụ Aniara: về con người, thời gian và không gian (Aniara, en revy om människan i tid och rum, 1956) | Tiếng Thụy Điển                                 | [ 83 ]                                          |
| 1975           |                                                 | Eugenio Montale (1896–1981)                     | Ý                                               | Vì các tác phẩm thơ ca đặc sắc thể hiện quan điểm và cảm xúc lớn lao về một cuộc sống bị tước bỏ ảo ảnh Giông tố và những bài thơ khác (La bufera e altro, 1956) | Tiếng Ý                                         | [ 84 ]                                          |
| 1976           | không khung                                     | Saul Bellow (1915–2005)                         | Hoa Kỳ (sinh ở Canada)                          | Vì những đóng góp lớn lao cho sự phát triển văn học Mỹ và thế giới bằng những tác phẩm mang tính nhân đạo sâu sắc có ngôn ngữ và văn phong bậc thầy | Tiếng Anh                                       | [ 85 ]                                          |
| 1977           |                                                 | Vicente Aleixandre (1898–1984)                  | Tây Ban Nha                                     | Vì những tác phẩm thơ xuất sắc thể hiện vị trí của con người trong vũ trụ và trong xã hội hiện đại, đồng thời là chứng cứ thuyết phục về sự phục hồi của các truyền thống thơ ca Tây Ban Nha vào thời kì giữa hai cuộc chiến tranh Hủy diệt hay yêu thương (La destruccion o el amor, 1933); Bóng thiên đường (Sombra del parasio, 1944) | Tiếng Tây Ban Nha                               | [ 86 ]                                          |
| 1978           |                                                 | Isaac Bashevis Singer (1902–1991)               | Hoa Kỳ Ba Lan                                   | Vì nghệ thuật kể chuyện giàu cảm xúc, bám rễ sâu xa vào các truyền thống văn hóa Ba Lan - Do Thái, đưa những hoàn cảnh chung của con người vào cuộc sống Kẻ nô lệ (Knekht, 1962); Ngày hạnh phúc: những câu chuyện về cậu bé lớn lên ở Warszawa (Day of pleasure: stories of a boy growing up in Warszawa, 1969) | Tiếng Yiddish                                   | [ 87 ]                                          |
| 1979           |                                                 | Odysseus Elytis (1911–1996)                     | Hy Lạp                                          | Vì những sáng tạo thơ ca theo truyền thống Hy Lạp, với sức mạnh gợi cảm và cái nhìn trí tuệ sâu sắc đã vẽ nên một cuộc đấu tranh của người đương thời vì tự do và độc lập Bản anh hùng ca bi tráng tặng người trung úy hi sinh trong chiến dịch Albania (Άσμα ηρωικό και πένθιμο για τον χαμένο ανθυπολοχαγό της Αλβανίας, 1945); Điều xứng đáng (Το Άξιον Εστί, 1959)                                                                         | Tiếng Hy Lạp                                    | [ 88 ]                                          |
| Thập niên 1980 |                                                 |                                                 |                                                 | |                                                 |                                                 |
| Năm            | Ảnh                                             | Tác giả                                         | Quốc gia                                        | Lý do và tác phẩm tiêu biểu | Ngôn ngữ                                        | Nguồn                                           |
| 1980           | không khung                                     | Czesław Miłosz (1911–2004)                      | Ba Lan (sinh ở Đế quốc Nga)                     | Vì các sáng tác thể hiện nỗi đau khổ của con người không được bảo vệ trong một thế giới mà họ đã phải đến sống sau khi bị đuổi khỏi thiên đường Thế giới: bản trường ca ngây thơ (The world: a naive poem, 1943); Giành chính quyền (Zdobycie wladzy, 1952); Trí tuệ bị cầm tù ( Zniwolony umysl, 1953) | Tiếng Ba Lan                                    | [ 89 ]                                          |
| 1981           |                                                 | Elias Canetti (1905–1994)                       | Anh · Bulgaria                                  | Vì những sáng tác giàu tính tư tưởng, có sức mạnh nghệ thuật và thể hiện một thế giới quan rộng lớn Mù lòa (Die Blendung, 1935); Quần chúng và quyền lực (Masse und Macht, 1960); Trái tim bí ẩn của đồng hồ (Das Geheimherz der Uhr, 1981) | Tiếng Đức                                       | [ 90 ]                                          |
| 1982           |                                                 | Gabriel García Márquez (1928–2014)              | Colombia                                        | Vì những tiểu thuyết và truyện ngắn mà trong đó tưởng tượng và hiện thực hòa vào nhau trong một thế giới tưởng tượng phong phú, phản ánh cuộc sống và những xung đột của cả một châu lục Trăm năm cô đơn (Cien años de soledad, 1967); Tình yêu thời thổ tả (El amor en los tiempos del cólera, 1985) | Tiếng Tây Ban Nha                               | [ 91 ]                                          |
| 1983           |                                                 | William G. Golding (1911–1993)                  | Anh                                             | Vì những tiểu thuyết viết về bản chất tự nhiên của con người Chúa Ruồi (Lord of the Flies, 1954); Đến tận cùng của Trái Đất (To the Ends of the Earth, 1980-1989) | Tiếng Anh                                       | [ 92 ]                                          |
| 1984           | không khung                                     | Jaroslav Seifert (1901–1986)                    | Tiệp Khắc (sinh ở Áo-Hung)                      | Vì các sáng tác thơ nổi bật, vì sự tươi mới, nhạy cảm, giàu tưởng tượng, là bằng chứng về tinh thần độc lập và sự đa dạng của con người Thành phố trong nước mắt (Město v slzách, 1920); Bài ca về Viktorca (Písen o Viktorce, 1950) | Tiếng Séc                                       | [ 93 ]                                          |
| 1985           |                                                 | Claude Simon (1913–2005)                        | Pháp · (sinh ở Madagascar thuộc Pháp)           | Vì sự kết hợp trong sáng tác của ông các nguyên tắc của thơ và hội họa và Vì nhận thức sâu sắc về vai trò của thời gian trong mô tả con người Những con đường xứ Flandres (La route de Flandres, 1960) | Tiếng Pháp                                      | [ 94 ]                                          |
| 1986           |                                                 | Wole Soyinka (sinh 1934)                        | Nigeria                                         | Vì có những đóng góp quan trọng cho nền sân khấu châu Phi Cư dân đầm lầy (The Swamp Dwellers, 1958); Sư tử và hạt ngọc (The Lion and the Jewel, 1959); Thơ trong tù (Poems from Prison, 1969); Người đã chết (The Man Died: Prison Notes, 1972) | Tiếng Anh                                       | [ 95 ]                                          |
| 1987           |                                                 | Joseph Brodsky (1940–1996)                      | Hoa Kỳ Liên Xô                                  | Vì sự sáng tạo mang tính khái quát được nuôi dưỡng bằng những ý tưởng rõ ràng và sức mạnh của thơ ca Ít hơn một (Меньше одиницы, 1986) | Tiếng Nga và tiếng Anh                          | [ 96 ]                                          |
| 1988           | không khung                                     | Naguib Mahfouz (1911–2006)                      | Ai Cập                                          | Người, qua các tác phẩm giàu sắc thái đã tạo nên nghệ thuật kể chuyện Ả Rập, thứ có thể áp vào toàn nhân loại Bộ ba Cairo (Cairo Trilogy, 1956-1957) | Tiếng Ả Rập                                     | [ 97 ]                                          |
| 1989           |                                                 | Camilo José Cela (1916–2002)                    | Tây Ban Nha                                     | Là gương mặt nổi bật nhất trong sự nghiệp đổi mới văn học Tây Ban Nha sau chiến tranh Gia đình Pascual Duarte (La familia de Pascual Duarte, 1942); Tổ ong ( La colmena, 1943-1957) | Tiếng Tây Ban Nha                               | [ 98 ]                                          |
| Thập niên 1990 |                                                 |                                                 |                                                 | |                                                 |                                                 |
| Năm            | Ảnh                                             | Tác giả                                         | Quốc gia                                        | Lý do và tác phẩm tiêu biểu | Ngôn ngữ                                        | Nguồn                                           |
| 1990           |                                                 | Octavio Paz (1914–1998)                         | México                                          | Vì những tác phẩm đầy nhiệt huyết được viết bằng trí tuệ mẫn cảm dựa trên những giá trị nhân văn cao cả Đá mặt trời (Piedra del sol, 1957) | Tiếng Tây Ban Nha                               | [ 99 ]                                          |
| 1991           |                                                 | Nadine Gordimer (1923–2014)                     | Nam Phi                                         | Nghiên cứu sâu sát tình hình chính trị Nam Phi, những trang viết của Nadine Gordimer thể hiện những vấn đề phức tạp trên đất nước mình Con gái Burger (Burger's Daughter, 1979); Những người tháng bảy (July's People, 1981) | Tiếng Anh                                       | [ 100 ]                                         |
| 1992           |                                                 | Derek Walcott (1930–2017)                       | Saint Lucia                                     | Vì đã sáng tạo nên những mẫu mực thơ ca tuyệt vời của xứ Caribe Đêm Xanh (In a Green Night, 1960); Lễ tưởng niệm và vở kịch câm (Remember and Pantomime, 1980) | Tiếng Anh                                       | [ 101 ]                                         |
| 1993           | không khung                                     | Toni Morrison (1931–2019)                       | Hoa Kỳ                                          | Những miêu tả giàu chất thơ về cuộc sống của người da đen ở Mỹ Sula (1973); Bài ca Solomon (Song of Solomon, 1977); Yêu dấu (Beloved, 1987) | Tiếng Anh                                       | [ 102 ]                                         |
| 1994           |                                                 | Oe Kenzaburo (1935–2023)                        | Nhật Bản                                        | Vì đã tạo nên một thế giới giàu hình ảnh tưởng tượng, nơi đó cuộc sống và những câu chuyện tưởng tượng hòa quyện lại để tạo nên một bức tranh đảo lộn về con người trong tình trạng khó khăn hiện nay Nuôi thù (飼育 - Shiiku, 1958); Một nỗi đau riêng (個人的な体験 - Kojinteki na taiken, 1964) | Tiếng Nhật                                      | [ 103 ]                                         |
| 1995           |                                                 | Seamus Heaney (1939–2013)                       | Ireland                                         | Vì ông đã sáng tạo ra 9 tập thơ mang vẻ đẹp trữ tình và chiều sâu thẩm mỹ, tôn vinh những phép lạ của đời thường và của quá khứ sống động Cái chết của một nhà tự nhiên học (Death of a Naturalist, 1966) | Tiếng Anh                                       | [ 104 ]                                         |
| 1996           | không khung                                     | Wisława Szymborska (1923–2012)                  | Ba Lan                                          | Những tác phẩm thơ tái hiện chân thực một thế giới trong đó cái thiện và cái ác đan xen, giành giật nhau chỗ đứng cả lẫn trong tư duy và hành động của con người, thể hiện tấm lòng một công dân, một nghệ sĩ có nhân cách lớn và đầy trách nhiệm trước những thực trạng các giá trị tinh thần bị đảo lộn, trước nguy cơ suy đồi đạo đức trong cuộc sống hiện đại Lời kêu gọi đối với người tuyết (Wolanie do yeti, 1957)                      | Tiếng Ba Lan                                    | [ 105 ]                                         |
| 1997           |                                                 | Dario Fo (1926–2016)                            | Ý                                               | Vì những tác phẩm và hoạt động sân khấu phê phán quyền lực và uy tín, bảo vệ nhân phẩm của những người bị áp bức Cái chết bất ngờ của một người vô chính phủ (Morte accidentale di un anarchico, 1970) | Tiếng Ý                                         | [ 106 ]                                         |
| 1998           | không khung                                     | José Saramago (1922–2010)                       | Bồ Đào Nha                                      | Vì văn phong hài diễu, trí tưởng tượng phong phú phản ánh hiện thực huyễn hoặc của thế giới Hồi ức về tu viện (Memorial do Convento, 1982); Năm Ricardo Reis qua đời (O Ano da Morte de Ricardo Reis, 1984) | Tiếng Bồ Đào Nha                                | [ 107 ]                                         |
| 1999           |                                                 | Günter Grass (1927–2015)                        | Đức                                             | Người có công nhắc quá khứ dâu bể của thế giới và Những chuyện ngụ ngôn bi hài mô tả mặt trái của lịch sử Cái trống thiếc (Die Blechtrommel, 1959); Mèo và Chuột (Katz und Maus, 1961); Những năm chó (Hundejahre, 1963); Thế kỉ của tôi (Mein Jahrhundert, 1999) | Tiếng Đức                                       | [ 108 ]                                         |
| Thập niên 2000 |                                                 |                                                 |                                                 | |                                                 |                                                 |
| Năm            | Ảnh                                             | Tác giả                                         | Quốc gia                                        | Lý do và tác phẩm tiêu biểu | Ngôn ngữ                                        | Nguồn                                           |
| 2000           | không khung                                     | Cao Hành Kiện (sinh 1940)                       | Pháp (sau 1998) · Trung Quốc (1940–1998)        | Có tầm cỡ thế giới, mang dấu ấn đắng cay trong tư tưởng và sự tinh tế của ngôn từ, mở ra những lối đi mới cho tiểu thuyết và nghệ thuật kịch Trung Quốc (Linh Sơn) Linh Sơn (灵山, 1990) | Tiếng Hán                                       | [ 109 ]                                         |
| 2001           | không khung                                     | V.S. Naipaul (1932–2018)                        | Anh · Trinidad và Tobago                        | Hình ảnh, cứ thế mà lặng lẽ suy sụp, của văn hóa thực dân cũ, và sự suy tàn của các xóm làng châu Âu Phố Miguel (Miguel Street, 1959); Một vùng bóng tối (An Area of Darkness, 1964);Quân du kích (Guerillas, 1975); Bí ẩn khi tới (The Enigma of Arrival, 1987) | Tiếng Anh                                       | [ 110 ]                                         |
| 2002           | không khung                                     | Imre Kertész (1929–2016)                        | Hungary                                         | Cho những tác phẩm đề cao trải nghiệm mong manh của cá nhân chống lại các độc đoán man rợ của lịch sử Không số phận (Sorstalanság, 1975); Kinh cầu cho đứa bé chưa ra đời (Kaddis a meg nem született gyermekért, 1990) | Tiếng Hungary                                   | [ 111 ]                                         |
| 2003           |                                                 | John Maxwell Coetzee (sinh 1940)                | Nam Phi                                         | Là nhà phê bình chân thật và những tác phẩm có kết cấu tốt, sự xuất sắc trong phân tích, đối thoại giàu tính tư tưởng Đợi bọn Mọi (Waiting for the Barbarians, 1980); Ô nhục (Disgrace, 1999) | Tiếng Anh                                       | [ 112 ]                                         |
| 2004           |                                                 | Elfriede Jelinek (sinh 1946)                    | Áo                                              | Vì những tác phẩm khắc họa một thế giới tàn nhẫn của bạo lực và quy phục, của kẻ đi săn và con mồi Tình ơi là tình (Die Liebhaberinnen, 1975), Cô gái chơi dương cầm (Die Klavierspielerin, 1983) | Tiếng Đức                                       | [ 113 ]                                         |
| 2005           |                                                 | Harold Pinter (1930–2008)                       | Anh                                             | Mở ra những vực thẳm được che đậy sau những câu chuyện ba hoa, trống rỗng thường ngày và thâm nhập vào những không gian biệt lập của sự áp bức Tiệc sinh nhật (The Birthday Party, 1957); Đi về nhà (The Homecoming, 1965); Sự phản bội (Betrayal, 1978) | Tiếng Anh                                       | [ 114 ]                                         |
| 2006           |                                                 | Orhan Pamuk (sinh 1952)                         | Thổ Nhĩ Kỳ                                      | Trong quá trình đi sâu tìm hiểu tâm hồn u uẩn, sầu muộn của thành phố quê hương, Orhan Pamuk đã phát hiện ra những biểu tượng của sự va chạm, trộn lẫn giữa nhiều nền văn hóa Tuyết (Kar, 2002); Tên tôi là Đỏ (Benim Adım Kırmızı, 1998) | Tiếng Thổ Nhĩ Kỳ                                | [ 115 ]                                         |
| 2007           | không khung                                     | Doris Lessing (1919–2013)                       | Anh · Zimbabwe · (sinh ở Iran)                  | Người viết sử thi của sự trải nghiệm phụ nữ, đầy nghi hoặc, nhiệt huyết có sức khôn ngoan, chín chắn để chinh phục nền văn minh phân hóa đến mức kỹ lưỡng Cỏ hát (The Grass Is Singing, 1950); Cuốn sổ vàng (The Golden Notebook, 1962); Hồi ức người sống sót (Memoirs of a Suvivor, 1974) | Tiếng Anh                                       | [ 116 ]                                         |
| 2008           |                                                 | Jean-Marie Gustave Le Clézio (sinh 1940)        | Pháp · Mauritius                                | Là tác giả của những khởi điểm mới, của cuộc phiêu lưu thi vị và là người khám phá ra một nhân loại ẩn chìm và đang bị thống ngự của nền văn minh Biên bản (Le Procès-verbal, 1963); Sa mạc (Désert, 1980); Nhà tiên tri (Le Chercheur d'or, 1985) | Tiếng Pháp                                      | [ 117 ]                                         |
| 2009           |                                                 | Herta Müller (sinh 1953)                        | Đức · Romania                                   | Người, với sự tập trung, cô đọng của thơ ca và sự thẳng thắn của văn xuôi, đã miêu tả phong cảnh của mảnh đất bị tước quyền sở hữu Vùng đất thấp (Niederungen, 1982); Herztier (1994); Giấy triệu tập (Heute wär ich mir lieber nicht begegnet, 2001) | Tiếng Đức                                       | [ 118 ]                                         |
| Thập niên 2010 |                                                 |                                                 |                                                 | |                                                 |                                                 |
| Năm            | Ảnh                                             | Tác giả                                         | Quốc gia                                        | Lý do và tác phẩm tiêu biểu | Ngôn ngữ                                        | Nguồn                                           |
| 2010           |                                                 | Mario Vargas Llosa (1936-2025)                  | Peru · Tây Ban Nha                              | Vì cách vạch ra những kết cấu của sức mạnh quyền lực và những hình ảnh sắc sảo về sức phản kháng, sự nổi loạn và thất bại Thời đại anh hùng (La ciudad y los perros, 1963); Trò chuyện trong quán Cathedral (Conversación en la catedral, 1969); Chiến tranh ở ngày tận thế (The War of the End of the World, 1981); Lễ hội của loài dê (The Feast of the Goat, 2000)                                                                          | Tiếng Tây Ban Nha                               | [ 119 ]                                         |
| 2011           |                                                 | Tomas Tranströmer (1931–2015)                   | Thụy Điển                                       | Vì lối kể chuyện súc tích của ông đã mang chúng ta đến gần hơn với những suy nghĩ thực tại Biển Baltic (Östersjöar, 1974); Bí mật vĩ đại (Den stora gåtan, 2004) | Tiếng Thụy Điển                                 | [ 120 ]                                         |
| 2012           |                                                 | Mạc Ngôn (sinh 1955)                            | Trung Quốc                                      | Vì đã sáng tạo ra một thế giới huyền ảo trong sự phức tạp và rắc rối của nó, gợi nhớ tới các tác gia lừng danh khác như William Faulkner và Gabriel Garcia Marquez, cùng lúc tìm thấy điểm khởi đầu trong văn học cổ Trung Quốc và trong văn học truyền miệng Cao lương đỏ (红高粱家族, 2001); Báu vật của đời (丰乳肥臀, 1995); Tửu quốc (酒国, 1993)                                                                                         | Tiếng Trung                                     | [ 121 ]                                         |
| 2013           |                                                 | Alice Munro (1931–2024)                         | Canada                                          | Bậc thầy về truyện ngắn đương đại bởi lối kể chuyện tinh tế, đặc trưng, rõ ràng và trung thành với chủ nghĩa hiện thực Vũ điệu của những chiếc bóng hạnh phúc (Dance of the Happy Shades, mười lăm truyện, 1968); Tuyển tập truyện ngắn (Selected Stories, hai mươi chín truyện, 1996) | Tiếng Anh                                       | [ 122 ]                                         |
| 2014           |                                                 | Patrick Modiano (sinh 1945)                     | Pháp                                            | Với nghệ thuật của ký ức, ông đã tái hiện những số phận khó nắm bắt nhất và khám phá thế giới - cuộc sống trong sự chiếm đóng Quảng trường ngôi sao (La Place de l'Étoile, 1968); Những đại lộ vành đai (Les Boulevards de ceinture, 1972); Phố những cửa hiệu u tối (Rue des Boutiques obscures, 1978); Từ thăm thẳm lãng quên (Du plus loin de l'oubli, 1996); Ở quán cà phê của tuổi trẻ lạc lối (Dans le café de la jeunesse perdue, 2007) | Tiếng Pháp                                      | [ 123 ]                                         |
| 2015           | không khung                                     | Svetlana Alexievich (sinh 1948)                 | Belarus · (sinh tại Liên Xô)                    | Vì lối viết phức điệu, một tượng đài tưởng niệm sự thống khổ và lòng can đảm trong thời đại của chúng ta Chiến tranh không có một khuôn mặt phụ nữ (У войны не женское лицо, 1985); Lời nguyện cầu từ Chernobyl (Чернобыльская молитва, 1997) | Tiếng Nga                                       | [ 124 ]                                         |
| 2016           |                                                 | Bob Dylan (sinh 1941)                           | Hoa Kỳ                                          | Vì đã tạo nên những diễn đạt thơ văn mới trong truyền thống ca nhạc Hoa Kỳ | Tiếng Anh                                       | [ 125 ]                                         |
| 2017           |                                                 | Ishiguro Kazuo (sinh 1954)                      | Anh · (sinh tại Nhật Bản)                       | Người, bằng những tiểu thuyết đẩy cảm xúc, đã phát hiện ra những vực thẳm phía dưới cảm xúc bay bổng kết nối chúng ta với thế giới Mãi đừng xa tôi (Never Let Me Go, 2005) | Tiếng Anh                                       | [ 126 ]                                         |
| 2018           |                                                 | Olga Tokarczuk (sinh 1962)                      | Ba Lan                                          | Lối viết giàu sức tưởng tượng, một cảm xúc rộng khắp như cách vượt qua mọi ranh giới, coi đó như một cách/lối sống Những chuyến bay (Bieguni, 2007); Lái máy cày qua bộ xương chết chóc (Prowadź swój pług przez kości umarłych, 2009) | Tiếng Ba Lan                                    | [ 127 ]                                         |
| 2019           |                                                 | Peter Handke (sinh 1942)                        | Áo                                              | Vì một tác phẩm có ảnh hưởng cùng sự khéo léo về ngôn từ đã khám phá được ngoại diên và sự độc đáo của trải nghiệm làm người Trong một đêm tối trời tôi ra khỏi ngôi nhà tịch mịch của mình (Nacht ging ich aus meinem stillen Haus, 1997) | Tiếng Đức                                       | [ 128 ]                                         |
| Thập niên 2020 |                                                 |                                                 |                                                 | |                                                 |                                                 |
| Năm            | Ảnh                                             | Tác giả                                         | Quốc gia                                        | Lý do và tác phẩm tiêu biểu | Ngôn ngữ                                        | Nguồn                                           |
| 2020           |                                                 | Louise Glück (1943–2023)                        | Hoa Kỳ                                          | Vì âm điệu đầy chất thơ không thể nhầm lẫn với vẻ đẹp đơn sơ khiến sự hiện hữu của cá nhân trở nên một điều phổ quát Khúc khải hoàn của Achilles (The Triumph of Achilles, 1985); Ararat (1990); Hoa diên vĩ dại (The Wild Iris, 1992) | Tiếng Anh                                       | [ 129 ]                                         |
| 2021           |                                                 | Abdulrazak Gurnah (sinh 1948)                   | Anh · Tanzania · (sinh ở Zanzibar)              | Vì sự nỗ lực không khoan nhượng và từ bi của ông đối với những hệ quả của chủ nghĩa thực dân và số phận của những người tị nạn trong hố sâu ngăn cách giữa các nền văn hóa và lục địa Thiên đường (Paradise, 1994); Bên bờ biển (By the Sea, 2001); Afterlives (2020) | Tiếng Anh                                       | [ 130 ]                                         |
| 2022           |                                                 | Annie Ernaux (sinh 1940)                        | Pháp                                            | Vì lòng can đảm và sự nhạy bén bên trong mà bà đã khám phá ra cội rễ, sự ghẻ lạnh cùng những hạn chế của ký ức cá nhân Một chỗ trong đời (La Place, 1984); Hồi ức thiếu nữ (Mémoire de fille, 2016) | Tiếng Pháp                                      | [ 131 ]                                         |
| 2023           |                                                 | Jon Fosse (sinh 1959)                           | Na Uy                                           | Những vở kịch và áng văn xuôi sáng tạo đã lên tiếng cho những điều không thể nói thành lời Thất thư I - VII (Septologien I - VII, bảy tập, 2019 - 2021) | Tiếng Na Uy                                     | [ 132 ]                                         |
| 2024           |                                                 | Han Kang (sinh 1970)                            | Hàn Quốc                                        | Áng văn xuôi đầy chất thơ mãnh liệt, đối diện với những tổn thương lịch sử và làm lộ rõ sự mong manh của đời người Người ăn chay (채식주의자, 2007) | Tiếng Hàn                                       | [ 133 ]                                         |

## Thống kê theo ngôn ngữ
| Tiếng Anh | 29 |
| Tiếng Pháp | 16 |
| Tiếng Đức | 14 |
| Tiếng Tây Ban Nha | 11 |
| Tiếng Thụy Điển | 7  |
| Tiếng Ý | 6  |
| Tiếng Nga | 6  |
| Tiếng Ba Lan | 5  |
| Tiếng Na Uy | 4  |
| Tiếng Đan Mạch | 3  |
| Tiếng Nhật, tiếng Hy Lạp, tiếng Hán | 2  |
| Tiếng Ả Rập, tiếng Bengal, tiếng Thổ Nhĩ Kỳ, tiếng Hungary, tiếng Bồ Đào Nha, tiếng Séc, tiếng Yiddish, tiếng Hebrew, tiếng Serbia-Croatia, tiếng Iceland, tiếng Provençal, tiếng Phần Lan, tiếng Hàn | 1  |

## Thống kê theo quốc gia
| Quốc gia        | Số giải |
| --------------- | ------- |
| Pháp            | 16      |
| Hoa Kỳ          | 13      |
| Anh Quốc        | 13      |
| Đức             | 9       |
| Thụy Điển       | 8       |
| Ba Lan          | 6       |
| Tây Ban Nha     | 6       |
| Ý               | 6       |
| Ireland         | 4       |
| Na Uy           | 4       |
| Nga/ Liên Xô    | 4       |
| Đan Mạch        | 3       |
| Áo              | 2       |
| Chile           | 2       |
| Hy Lạp          | 2       |
| Nhật Bản        | 2       |
| Nam Phi         | 2       |
| Thụy Sĩ         | 2       |
| Úc              | 1       |
| Belarus         | 1       |
| Bỉ              | 1       |
| Bulgaria        | 1       |
| Canada          | 1       |
| Trung Quốc      | 1       |
| Colombia        | 1       |
| Tiệp Khắc       | 1       |
| Ai Cập          | 1       |
| Phần Lan        | 1       |
| Guatemala       | 1       |
| Hungary         | 1       |
| Iceland         | 1       |
| Ấn Độ           | 1       |
| Israel          | 1       |
| Hàn Quốc        | 1       |
| Mauritius       | 1       |
| México          | 1       |
| Nigeria         | 1       |
| Perú            | 1       |
| Bồ Đào Nha      | 1       |
| România         | 1       |
| Saint Lucia     | 1       |
| Tanzania        | 1       |
| Thổ Nhĩ Kỳ      | 1       |
| Nam Tư          | 1       |
| Không quốc tịch | 1       |